# Великобритания на зимних Олимпийских играх 1960
Великобритания принимала участие в Зимних Олимпийских играх 1960 года в Скво-Вэлли (США) в восьмой раз, но не завоевала ни одной медали.

## Состав сборной
Сборную страны представляли 11 мужчин и 6 женщин. Они состязались в 5 видах спорта:
- биатлон
- горнолыжный спорт
- конькобежный спорт
- лыжные гонки
- фигурное катание.

Самой юной участницей была Кэролин 16-летняя фигуристка Патришия Крау, самой старшей — 30-летняя горнолыжница Ренате Холмс. Знаменосцем был лыжник и биатлонист Джон Мур.

## Результаты
Лучшим результатом для британской сборной стало пятое место конькобежца Терри Монагана на дистанции 10000 метров.

### Биатлон
| Дистанция | Спортсмен   | Время     | Промахи | Скорректированное время1 | Место |
| --------- | ----------- | --------- | ------- | ------------------------ | ----- |
| 20 км     | Норман Шатт | 1'45:36.5 | 13      | 2'11:36.5                | 30    |
| 20 км     | Джон Мур    | 1'40:50.8 | 14      | 2'08:50.8                | 29    |

1 Две минуты добавлялись к общему времени спортсмена за каждый промах при стрельбе.

### Горнолыжный спорт
Соревнования  прошли с 20 по 26 февраля, они одновременно считались соревнованиями 16  чемпионата мира по горнолыжному спорту. Как мужчины, так и женщины соревновались в трёх дисциплинах: скоростной спуск, слалом и гигантский слалом.

### Конькобежный спорт
Забеги прошли на Олимпийском ледовом кольце Скво-Велли на высоте 1890 метров над уровнем моря. Впервые на Олимпиаде конькобежцы соревновались на искусственном льду.
Мужчины
| Дистанция | Спортсмен     | Результат      | Результат |
| Дистанция | Спортсмен     | Время          | Место     |
| --------- | ------------- | -------------- | --------- |
| 500 м     | Терри Малкин  | не финишировал | –         |
| 500 м     | Терри Монаган | 44.0           | 38        |
| 1500 м    | Терри Малкин  | 2:25.0         | 40        |
| 1500 м    | Терри Монаган | 2:19.9         | 26        |
| 5000 м    | Терри Малкин  | 8:56.1         | 33        |
| 5000 м    | Терри Монаган | 8:15.3         | 11        |
| 10000 м   | Терри Монаган | 16:31.6        | 5         |

### Лыжные гонки
Соревнования прошли с 19 по 27 февраля в 65 километрах от Скво-Вэлли в местечке Маккинни Крик, на правом берегу озера Тахо. Старт и финиш гонок происходил на стадионе «Маккинни Крик», который был специально построен к Олимпиаде. 
Мужчины
| Дистанция | Спортсмен    | Результат      | Результат |
| Дистанция | Спортсмен    | Время          | Место     |
| --------- | ------------ | -------------- | --------- |
| 15 км     | Норман Шатт  | 1'07:34.0      | 52        |
| 15 км     | Эндрю Морган | 1'01:32.9      | 49        |
| 15 км     | Джон Мур     | 58:35.0        | 44        |
| 30 км     | Эндрю Морган | 2'13:38.9      | 41        |
| 30 км     | Джон Мур     | 2'08:58.6      | 38        |
| 50 км     | Эндрю Морган | не финишировал | –         |
| 50 км     | Норман Шатт  | не финишировал | –         |
| 50 км     | Джон Мур     | 3'43:15.3      | 30        |

### Фигурное катание
Соревнования прошли с 19 по 26 февраля на искусственном льду стадиона «Блит Арена», специально построенного к этой Олимпиаде.
Каролин Патришия Крау, выступавшая на прошлой Олимпиаде в паре с Родни Уадом, на этой выступила в роли одиночницы, но не особо успешно.
Мужчины
| Спортсмен      | Обязательные фигуры | Произвольная программа | Баллы  | Сумма мест | Место |
| -------------- | ------------------- | ---------------------- | ------ | ---------- | ----- |
| Дэвид Клементс | 16                  | 13                     | 1174.7 | 135        | 15    |
| Робин Джонс    | 15                  | 12                     | 1220.4 | 113        | 12    |

Женщины
| Спортсменка           | Обязательные фигуры | Произвольная программа | Баллы  | Сумма мест | Место |
| --------------------- | ------------------- | ---------------------- | ------ | ---------- | ----- |
| Каролин Патришия Крау | 17                  | 21                     | 1160.3 | 168        | 19    |
| Патришия Поли         | 14                  | 16                     | 1213.8 | 134        | 15    |